# فرانکو فرانکی
فرانکو فرانکی (ایتالیایی: Franco Franchi؛ ‏ ۱۸ سپتامبر ۱۹۲۸ – ۹ دسامبر ۱۹۹۲) بازیگر، کمدین، خواننده و هنرمند سیرک اهل کشور ایتالیا بود.
بخش عمده فعالیت سینمایی او با همکاری چیچو اینگراسیا در مجموعه چیچو و فرانکو بوده‌است.

## قسمتی از فیلم‌شناسی
- خامه، شکلات و… پاپریکا (۱۹۸۱)
- فارفالون (۱۹۷۴)
- آمارکورد (۱۹۷۳)
- بگذار خودمان را مسلح کنیم و شما به جبهه بروید! (۱۹۷۱)
- چیچو و فرانکو در سال اختلاف نظر (۱۹۷۰)
- سرتاسر طنز (۱۹۷۰)
- دکتر گلدفوت و دختران آتشپاره (۱۹۶۶)
- سربازان و سرجوخه‌ها (۱۹۶۵)
- عشاق لاتین (۱۹۶۵)
- عشق بدوی (۱۹۶۴)
- آخرین داوری (۱۹۶۱)